# Theristicus
Theristicus – rodzaj ptaków z rodziny ibisów (Threskiornithidae).

## Zasięg występowania
Rodzaj obejmuje gatunki występujące w Ameryce Południowej.

## Morfologia
Długość ciała 71–76 cm; masa ciała 1466–1550 g. 

## Systematyka

### Etymologia
- Theristicus: gr. θεριστικος theristikos „żąć”, od θεριστρον theristron „sierp”[6].
- Harpiprion: gr. ἁρπη harpē „sierp, hak”; πριων priōn, πριονος prionos piła, od πριω priō „piłować”[7]. Gatunek typowy: Ibis plumbeus Temminck, 1823 (= Ibis caerulescens Vieillot, 1817).
- Molybdophanes: gr. μολυβδοφανης molubdophanēs „ołowiany, koloru ołowiu”, od μολυβδος molubdos „ołów”; -φανης -phanēs „pokazywanie, wygląd”, od φαινω phainō „pokazać, ukazać”[8]. Gatunek typowy: Ibis caerulescens Vieillot, 1817.

### Podział systematyczny
Do rodzaju należą następujące gatunki:
- Theristicus caerulescens (Vieillot, 1817) – ibis ołowiany
- Theristicus caudatus (Boddaert, 1783) – ibis płowy
- Theristicus branickii von Berlepsch & Stolzmann, 1894 – ibis Branickiego – takson wyodrębniony z T. melanopis[10]
- Theristicus melanopis (J.F. Gmelin, 1789) – ibis maskowy